# アンドレイ・ウラソフ

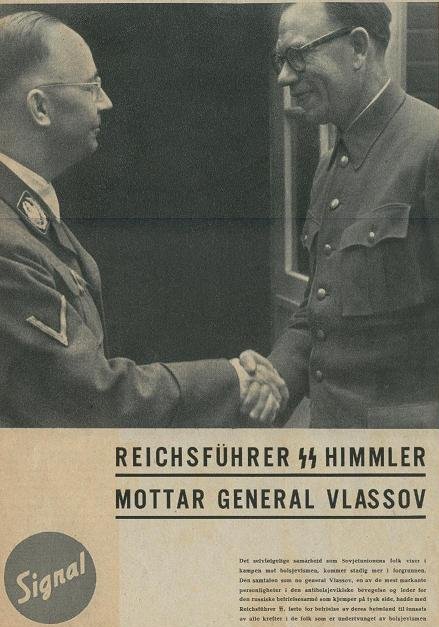
ウラソフとヒムラーの会談を報じるノルウェー版『シグナル』誌の記事（1943年）

アンドレイ・アンドレーエヴィッチ・ウラソフ（ヴラソフ、ロシア語: Андре́й Андре́евич Вла́сов, ラテン文字転写: Andrei Andreevich Vlasov, 1900年9月14日 - 1946年8月1日）は、ソ連の軍人。中将。独ソ戦の最中に投降して対独協力者になり、ロシア解放軍総司令官となった。

## 生涯
ニジニ・ノヴゴロド近辺の農村で仕立て屋の8番目の息子として生まれ、神学校在学中にロシア革命が勃発すると一兵卒として赤軍に従軍する。ウクライナとクリミアで白軍のデニーキン将軍たちと戦い、狙撃兵第二連隊長となった。1930年にソビエト連邦共産党に入党。1933年に女医と結婚。3年後、第72師団参謀長となるが、1936年からの大粛清で多くの同僚を失い、富農出身の妻とも表面的に離婚せざるを得なくなった。その後、蔣介石の国民党軍を援助するため中国に派遣された軍事顧問団に1938年に加わる。1939年11月のフィンランドへの侵攻作戦において第99狙撃兵師団長になり、粛清によって軍規が乱れていたこの部隊を精鋭部隊にした。1940年に少将に昇進。

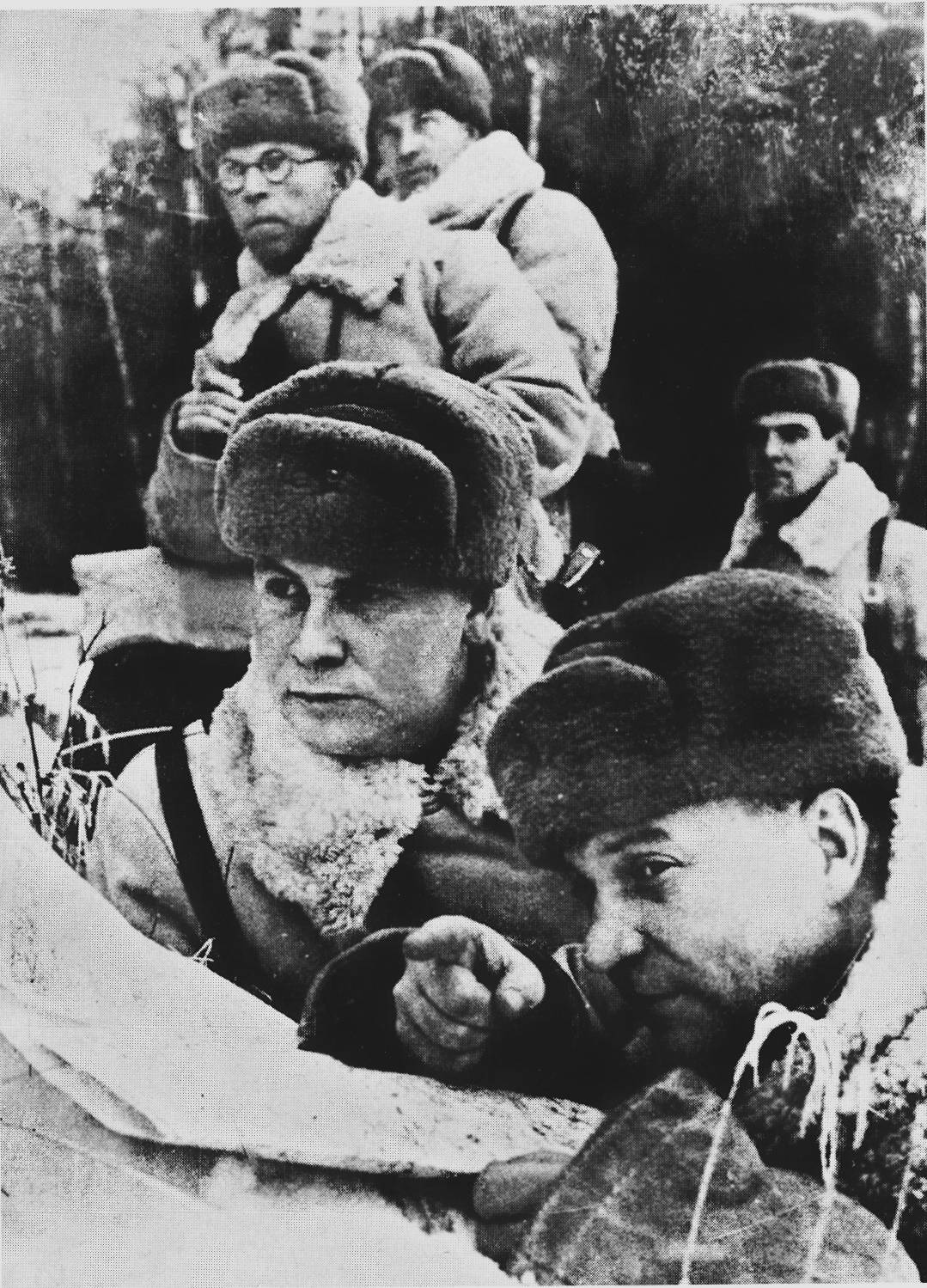
ヴラソフは背景で眼鏡をかけている

独ソ戦が始まるとソ連第37軍司令官に任命され、キエフ要塞戦区を任された。ドニェルプル戦線を死守したあと血路を開いて脱出後、モスクワ防衛戦においてジューコフ将軍の指揮下、第20突撃軍司令官として戦功をあげた。その勇戦ぶりからレーニン勲章を受章した。1942年3月、ヴォルホフ戦線司令官代理/第2突撃軍司令官に任命され、レニングラード救援の任に当たった。しかし、満足な補給を受けられず、包囲された。ソ連軍総司令部は彼の救援のために飛行機を飛ばしたが、この時点で家族からの連絡でスターリンに猜疑心を持たれていることが分かっていたため、応じなかった。同年7月12日、畜舎に隠れているところをドイツ兵に発見され投降した。やせ細って歩くことさえできない状態であった。

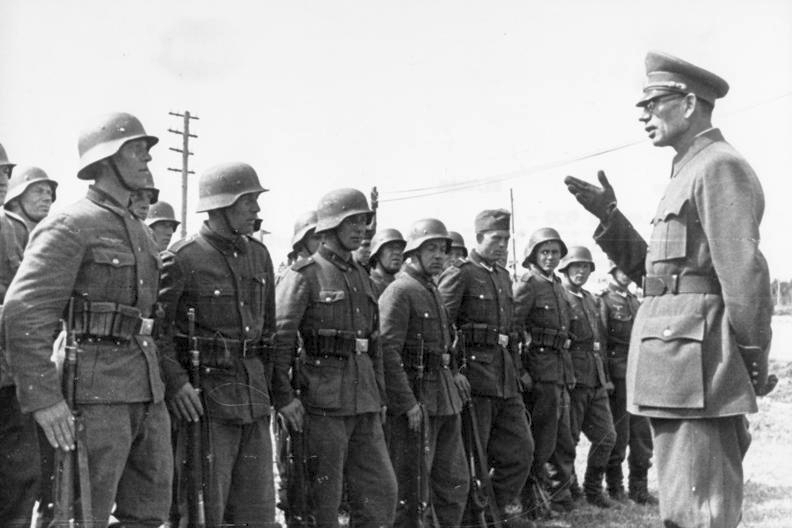
ロシア解放軍に訓示を与えるウラソフ

投降後は特別収容所に移され、最初の伝単による呼びかけを行なった。反響は大きく脱走兵が続出。そしてドイツ陸軍参謀本部のソ連軍情報を収集する東方外国軍課のラインハルト・ゲーレン大佐に協力して新体制のロシア建設を目指した。彼自身は賓客扱いされたものの、スラヴ人に対する偏見やロシアを自国の植民地としか見做さないナチス・ドイツ上層部によって政治活動を禁じられ、反スターリン宣伝上のシンボルでしかなかった。しかし、東部戦線崩壊後の1944年、ハインリヒ・ヒムラーと会談し、ようやく11月14日にロシア解放軍と政治組織「ロシア諸民族解放委員会」を結成することができた。やがてチェコ・レジスタンスからの支援呼びかけに呼応・加担してナチス・ドイツから離反、連合国到着前にプラハ解放で大きな功績を残し、終戦を迎える。1945年5月、ドイツ国内でアメリカ軍に投降。西側への亡命を希望したが、全員ソ連軍に引き渡され逮捕。ヴィクトル・アバクーモフらNKVD職員から拷問を受け、秘密裁判で有罪を言い渡され、他の同志とともに1946年に絞首刑となった。ウラソフはソ連において最後に絞首刑となった政治犯である。
ソ連崩壊後、ロシア解放軍将兵も名誉回復の対象となったが、ウラソフ自身の名誉回復は却下された（ただし、反ソビエト行為の処罰を規定したソビエト刑法58条に基づく有罪判決は否定された）。アメリカ合衆国ニューヨーク州ナニュエットのアメリカ正教会・Novo-Diveevo修道院に、記念碑が建立されている。

## 私生活
最初の妻アンナ・ミハイロヴナはウラソフの投降後に逮捕され、5年の刑期を受けた。1941年に結婚した後妻のアグネッサ・パーヴロヴナには何の咎めもなく、夫の名誉回復を訴えていた。前妻との間に1児、婚外子が1人いた。孫の1人はロシア海軍将校。

## 「アンドレイ・ウラソフ」を扱った作品
- コミックス「ゴルゴ13」シリーズ 単行本97巻収録 第327回 「覚醒・クーデターの謎」（作：さいとう・たかを、出版：小学館、2013年3月22日） - 主要登場人物であるソ連軍人の父親（入院中）が所属していたウクライナ独立運動軍事組織「ウクライナ師団」および（同じ目的を持っていた）別軍事組織「ロシア解放軍（作中では「ウクライナ国軍」と呼称」の二組織について、（前述ソ連軍人の友人であり（「ウクライナ独立」を望まないゴルバチョフ書記長の指令により潜入し）ウクライナ独立運動家を装っていた女性（組織摘発の実行役を担わせるつもりだった陸軍大佐が、実は「ソ連8月クーデター」準備工作を進めていた事を知り、急遽途中より同大佐の副官暗殺などといった妨害工作に任務変更されていた。（クーデターを骨抜き状態で敢えて決行させ、ゴルバチョフ書記長およびソ連中央政府のレームダック化を企んだエリツィンロシア大統領により前述陸軍大佐の殺害を依頼され実行した）主人公スナイパーを、（一時の間、共闘関係にあったにも関わらず）「危険人物」と判断し、殺害を試みて返り討ち死）により史実説明が行われている。